# Tabanus flavicapitis
Tabanus flavicapitis är en tvåvingeart som beskrevs av Wang och Liu 1977. Tabanus flavicapitis ingår i släktet Tabanus och familjen bromsar. Inga underarter finns listade i Catalogue of Life.